# Bruno Fuchs
Bruno de Lara Fuchs (Ponta Grossa, 1º aprile 1999) è un calciatore brasiliano, difensore del Palmeiras in prestito dall'Atlético Mineiro.

## Caratteristiche tecniche
È un difensore centrale.

## Carriera
Cresciuto nel settore giovanile dell'Internacional, ha esordito in prima squadra il 28 luglio 2019 disputando l'incontro di Série A vinto 1-0 contro il Ceará.
Il 25 agosto 2020 lascia il club accasandosi al CSKA Mosca.

## Statistiche

### Presenze e reti nei club
Statistiche aggiornate al 1° giugno 2025.
| Stagione                | Squadra                 | Campionato              | Campionato | Campionato | Coppe nazionali | Coppe nazionali | Coppe nazionali | Coppe continentali | Coppe continentali | Coppe continentali | Altre coppe | Altre coppe | Altre coppe | Totale | Totale | Totale |
| Stagione                | Squadra                 | Comp                    | Pres       | Reti       | Comp            | Pres            | Reti            | Comp               | Pres               | Reti               | Comp        | Pres        | Reti        | Pres   | Reti   |        |
| ----------------------- | ----------------------- | ----------------------- | ---------- | ---------- | --------------- | --------------- | --------------- | ------------------ | ------------------ | ------------------ | ----------- | ----------- | ----------- | ------ | ------ | ------ |
| 2019                    | Internacional           | PD/RS+A                 | 0+10       | 0          | CB              | 0               | 0               | CL                 | 0                  | 0                  | -           | -           | -           | 10     | 0      |        |
| gen.-ago. 2020          | Internacional           | PD/RS+A                 | 6+2        | 0          | CB              | 0               | 0               | CL                 | 4                  | 0                  | -           | -           | -           | 12     | 0      |        |
| Totale Internacional    | Totale Internacional    | Totale Internacional    | 6+12       | 0          |                 | 0               | 0               |                    | 4                  | 0                  |             | -           | -           | 22     | 0      |        |
| 2020-2021               | CSKA Mosca              | PL                      | 1          | 0          | KR              | 0               | 0               | UEL                | -                  | -                  | -           | -           | -           | 1      | 0      |        |
| 2021-2022               | CSKA Mosca              | PL                      | 7          | 0          | KR              | 3               | 0               | -                  | -                  | -                  | -           | -           | -           | 10     | 0      |        |
| 2022-gen. 2023          | CSKA Mosca              | PL                      | 4          | 0          | KR              | 4               | 0               | -                  | -                  | -                  | -           | -           | -           | 8      | 0      |        |
| Totale CSKA Mosca       | Totale CSKA Mosca       | Totale CSKA Mosca       | 12         | 0          |                 | 7               | 0               |                    | -                  | -                  |             | -           | -           | 19     | 0      |        |
| 2023                    | Atlético Mineiro        | M1/MG+A                 | 3+15       | 0          | CB              | 1               | 0               | CL                 | 4                  | 0                  | -           | -           | -           | 23     | 0      |        |
| 2024                    | Atlético Mineiro        | M1/MG+A                 | 8+26       | 1+0        | CB              | 5               | 0               | CL                 | 6                  | 1                  |             | -           | -           | 45     | 2      |        |
| Totale Atlético Mineiro | Totale Atlético Mineiro | Totale Atlético Mineiro | 11+41      | 1+0        |                 | 6               | 0               |                    | 10                 | 1                  |             | -           | -           | 68     | 2      |        |
| 2025                    | Palmeiras               | A1/SP+A                 | 1+8        | 0          | CB              | 2               | 0               | CL                 | 6                  | 0                  | Cmc         | 0           | 0           | 17     | 0      |        |
| Totale carriera         | Totale carriera         | Totale carriera         | 91         | 1          |                 | 15              | 0               |                    | 20                 | 1                  |             | 0           | 0           | 126    | 2      |        |

## Palmarès

### Club

#### Competizioni statali
- Campionato Mineiro: 2

Atlético Mineiro: 2023, 2024

### Nazionale
- Oro olimpico: 1

Tokyo 2020